# Andreea Mitu
Andreea Mitu (Bucarest, 22 de setembre de 1991) és un jugadora de tennis romanesa.

## Palmarès: 4 (0−4)

### Dobles: 5 (4−1)
| Llegenda                                  |
| ----------------------------------------- |
| Grand Slam (0−0)                          |
| WTA Tour Championships / WTA Finals (0−0) |
| Premier Mandatory (0−0)                   |
| Premier 5 (0−0)                           |
| Premier (0−0)                             |
| International (4−1)                       |

| Títols per superfície |
| --------------------- |
| Dura (0−0)            |
| Gespa (0−0)           |
| Terra batuda (4−1)    |

| Resultat  | Núm. | Data                 | Torneig           | Superfície   | Parella            | Oponents                               | Marcador         |
| --------- | ---- | -------------------- | ----------------- | ------------ | ------------------ | -------------------------------------- | ---------------- |
| Finalista | 1.   | 19 de juliol de 2015 | Bucarest, Romania | Terra batuda | Patricia Maria Țig | Oksana Kalashnikova Demi Schuurs       | 2−6, 2−6         |
| Guanyador | 1.   | 24 d'abril de 2016   | Istanbul, Turquia | Terra batuda | İpek Soylu         | Xenia Knoll Danka Kovinić              | Renúncia         |
| Guanyador | 2.   | 24 de juliol de 2016 | Bastad, Suècia    | Terra batuda | Alicja Rosolska    | Lesley Kerkhove Lidziya Marozava       | 6−3, 7−5         |
| Guanyador | 3.   | 22 de juliol de 2018 | Bucarest          | Terra batuda | Irina-Camelia Begu | Danka Kovinić Marina Zanevska          | 6−3, 6−4         |
| Guanyador | 4.   | 14 d'abril de 2019   | Lugano, Suïssa    | Terra batuda | Sorana Cîrstea     | Veronika Kudermétova Galina Voskoboeva | 1−6, 6−2, [10−8] |